# Alireza Ezzati
Alireza Ezzati (sinh ngày 31 tháng 1 năm 1987) là một cầu thủ bóng đá người Iran thi đấu cho Naft Tehran ở Persian Gulf Pro League.

## Sự nghiệp câu lạc bộ
Ezzati bắt đầu sự nghiệp với Naft Tehran ở các cấp độ trẻ. Alireza Ezzati bắt đầu thi đấu chuyên nghiệp cho Naft Tehran từ 2007, anh chính thức ra mắt cho Naft Tehran ở Persian Gulf Pro League đá với Steel Azin, trận đấu kết thúc 1-1. Anh gia hạn hợp đồng với Naft Tehran đến năm 2015 vào tháng 7 năm 2012.

### Thống kê sự nghiệp câu lạc bộ
Tính đến 11 tháng 12 năm 2014
| Câu lạc bộ          | Hạng đấu            | Mùa giải            | Giải vô địch | Giải vô địch | Cúp Hazfi | Cúp Hazfi | Châu Á  | Châu Á    | Tổng    | Tổng      |
| Câu lạc bộ          | Hạng đấu            | Mùa giải            | Số trận      | Bàn thắng    | Số trận   | Bàn thắng | Số trận | Bàn thắng | Số trận | Bàn thắng |
| ------------------- | ------------------- | ------------------- | ------------ | ------------ | --------- | --------- | ------- | --------- | ------- | --------- |
| Naft Tehran         | Hạng đấu 1          | 2009–10             |              |              |           |           | –       | –         |         |           |
| Naft Tehran         | Pro League          | 2010–11             | 25           | 1            |           |           | –       | –         |         |           |
| Naft Tehran         | Pro League          | 2011–12             | 26           | 1            |           |           | –       | –         |         |           |
| Naft Tehran         | Pro League          | 2012–13             | 30           | 2            |           |           | –       | –         |         |           |
| Naft Tehran         | Pro League          | 2013–14             | 28           | 0            | 3         | 0         | –       | –         | 31      | 0         |
| Naft Tehran         | Pro League          | 2014–15             | 21           | 3            | 4         | 0         | 0       | 0         | 25      | 3         |
| Tổng cộng sự nghiệp | Tổng cộng sự nghiệp | Tổng cộng sự nghiệp |              |              |           |           | 0       | 0         |         |           |

## Danh hiệu

### Câu lạc bộ
Naft Tehran
- Persian Gulf Pro League: Hạng ba 2013-14 third place, 2014–15
- Azadegan League (1): 2009-10
- Cúp Hazfi (1): Á quân 2016–17, 2014–15
- Siêu cúp bóng đá Iran: Á quân 2017